# 祖父條款
祖父條款（英語：Grandfather clause），相对于追溯法令，是指舊規則繼續適用於某些現有情況，而新規則將適用於所有未來情況的規定。那些不受新規則約束的人被稱為祖父權利、既得權利或被祖父條款約束。通常豁免是有限的，因為它可能會延長一段時間，或者在某些情況下會失效。英语中的「祖父」（grandfather）在这场合下会被当作动词或其他衍生形态使用。例如祖父發電廠（grandfathered power plant）可能不受新的、限制更嚴格的污染法的約束，但這種例外情況可能會被撤銷，如果發電廠擴建，新規則將適用。通常這樣的規定是作為一種妥協或出於實用考慮，以允許制定新規則而不會擾亂既定的後勤或政治局勢，這擴展了不溯及既往原則的概念。

## 起源
原来的祖父條款在1890年至1910年收录于美国南部的傑姆·克勞法中，目的是为了在防止黑人、美洲原住民、墨西哥裔美国人及非盎格魯撒克遜人拥有投票权的同时，保障大部分白人的投票权。1870年之前订立的投票权禁制法由于宪法《第十五修正案》的制定而失效，作为回應，部分州通过法例以人頭稅及讀寫能力測試来评定选民资格，唯一的例外是那些在南北战争前已经拥有选民资格的人及其后代。由于这些受惠于新特例的选民与战前的一辈相差了大概两代，「祖父條款」一词因而产生。後來1915年及1939年美国最高法院先後裁定祖父條款及讀寫能力測試違反憲法，將之廢除；而人頭稅選民篩選程序終於1964年通过的《第二十四修正案》被廢止，為了確保成效1965年再通过投票权法案，聯邦政府這一系列的行動大致上已經保護了受歧視種族的公民權。

## 其他例子
- 1952年，美国国会通过《第二十二修正案》防止總統尋求第三屆任期，但该修正案并未约束当时第二任期接近结束的哈里·杜鲁门，使杜鲁门仍然可以参选下一届總統选举，尽管他最后退选告终。
- 1997年，美國職棒大聯盟為紀念首位非洲裔球員傑基·羅賓森登上大聯盟50週年，所有球隊將背號42號退休，但已使用42號的球員仍可繼續使用，其中紐約洋基投手馬里安諾·李維拉是最後一個使用42號球衣的選手，他於2013年引退後，42號就成為永久退役的大聯盟球衣背號[4]。

## 延伸閱讀
- Riser, R. Volney. . American Journal of Legal History. 2006, 48 (3): 237–279. JSTOR 25434804.
- Grandfather Clause in From Jim Crow to Civil Rights: The Supreme Court and the Struggle for Racial Equality （页面存档备份，存于）

## 外部連結
- Prof. Dr. Klaus Oehmen: Bestandsschutz (Inhalt, Grenzen, Arten, Restriktionen) （页面存档备份，存于） als Dokument （德文）